# Blåvingeklerodendrum
Blåvingeklerodendrum (Rotheca myricoides) är en växt i  familjen kransblommiga växter. Arten är ursprungligen från tropiska Uganda och Zimbabwe och odlas som krukväxt i Sverige. Den har tidigare förts till klerodendrumsläktet (Clerodendrum).
Blåvingeklerodendrum är en slingerväxt, med ovala och klargröna, som kan få rankor på upp till fyra meter i sitt vilda tillstånd i naturen, men hos krukväxter blir de oftast inte mer än ett par meter. Blommorna har ett mycket speciellt utseende och liknar små blåvioletta fjärilar, och sitter samlade i ganska glesa samlingar. Blomman håller sig någon vecka, medan de blå foderbladen sitter kvar flera veckor därefter. 
Den som sett fjärilen blåvinge förstår precis var blomman fått sitt svenska namn ifrån.

## Odling
Denna växt är förhållandevis ny som krukväxt, och försöksledare Hartmut K. Schiissler startade en provodling på Lantbruksuniversitetet i Alnarp i början av 1980-talet, därefter har den tagits upp av en del krukväxtodlare. Det är nästan alltid sorten 'Ugandense' som odlas. Ugandense betyder från Uganda. 
Blåvingeklerodendrum trivs bäst på en mycket ljus plats men bör skyddas mot direkt sol under vår och sommar. Jorden bör hållas jämnt fuktig utan att vara direkt blöt, medan en upptorkning mellan vattningarna är att rekommendera under vintertiden då en mindre mängd vatten förbrukas då. Den bör duschas så ofta som möjligt med ljummet, kalkfattigt vatten under sommarhalvåret. Tillskott av krukväxtnäring kan ges en gång i veckan under vår och sommar, medan ingen näring tillförs under vintern. Normal rumstemperatur, det vill säga runt 20°C, är en lämplig temperatur året om. Under den mörkaste delen av året, oktober till februari är en temperatur på 10-15°C lämpligast. En del blad faller av under vintern, men det kommer åter nya till våren. På våren när plantan börjar växa igen är det bra att beskära den ganska ordentligt. I februari, mars är det också tid för omplantering. Unga plantor kräver ofta omplantering varje år, medan äldre exemplar i regel klarar sig längre innan behov av omplantering uppstår. Spinnkvalster är det skadedjur som vanligast angriper denna växt.
Blåvingeklerodendrum förökas enklast med stam- eller toppsticklingar, men jorden bör hålla en temperatur på cirka 25°C för bästa och snabbaste rotningsresultat. Säljs i växtbutiker framför allt under vår och sommar.

## Synonymer
- Clerodendrum myricoides (Hochst.) R. Br. ex Vatke
- Clerodendrum ugandense Prain
- Cyclonema myricoides (Hochst.) Hochst.
- Rotheca myricoides subsp. austromonticola (Verdc.) Verdc.
- Siphonanthus myricoides (Hochst.) Hiern
- Spironema myricoides Hochst.